# Porte de Flandre

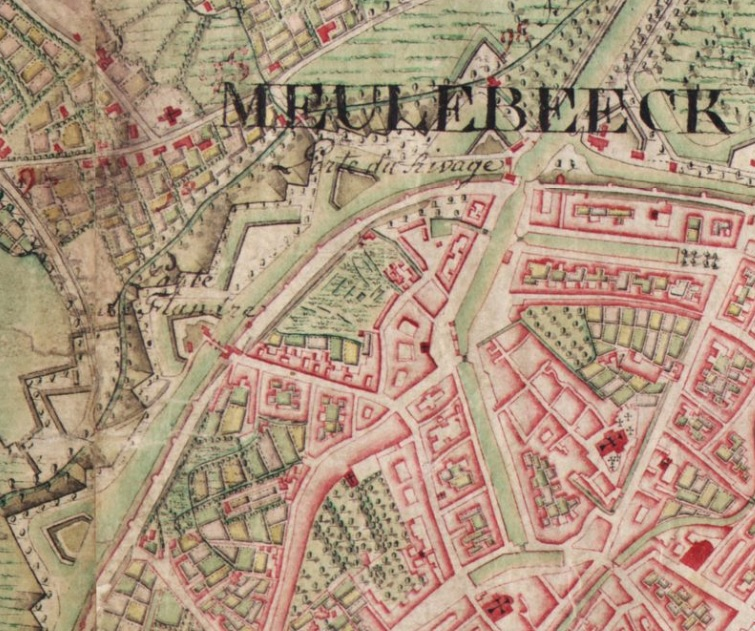
La porte de Flandre et la porte du Rivage sur la carte de Ferraris du XVIIIe siècle

La porte de Flandre (en néerlandais : Vlaamsepoort) est une porte qui faisait partie de la seconde enceinte de Bruxelles. 

## Situation
Elle reliait la rue de Flandre à l'actuelle chaussée de Gand. Aujourd'hui elle est aussi le point de rencontre des rues de Flandre et Antoine Dansaert. Détruite en 1783, la porte de Flandre fit place aux nouveaux boulevards de ceinture construits à partir de 1810 sur le site des anciens remparts.

## Histoire
La porte de Flandre fut défendue par le Lignage Sweerts, secondé en 1422 par la nation de Saint-Gilles.

## Gravures anciennes

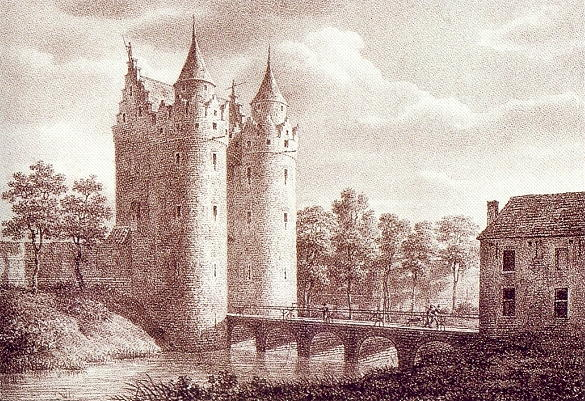
La porte de Flandre à la fin du XVIIIe siècle
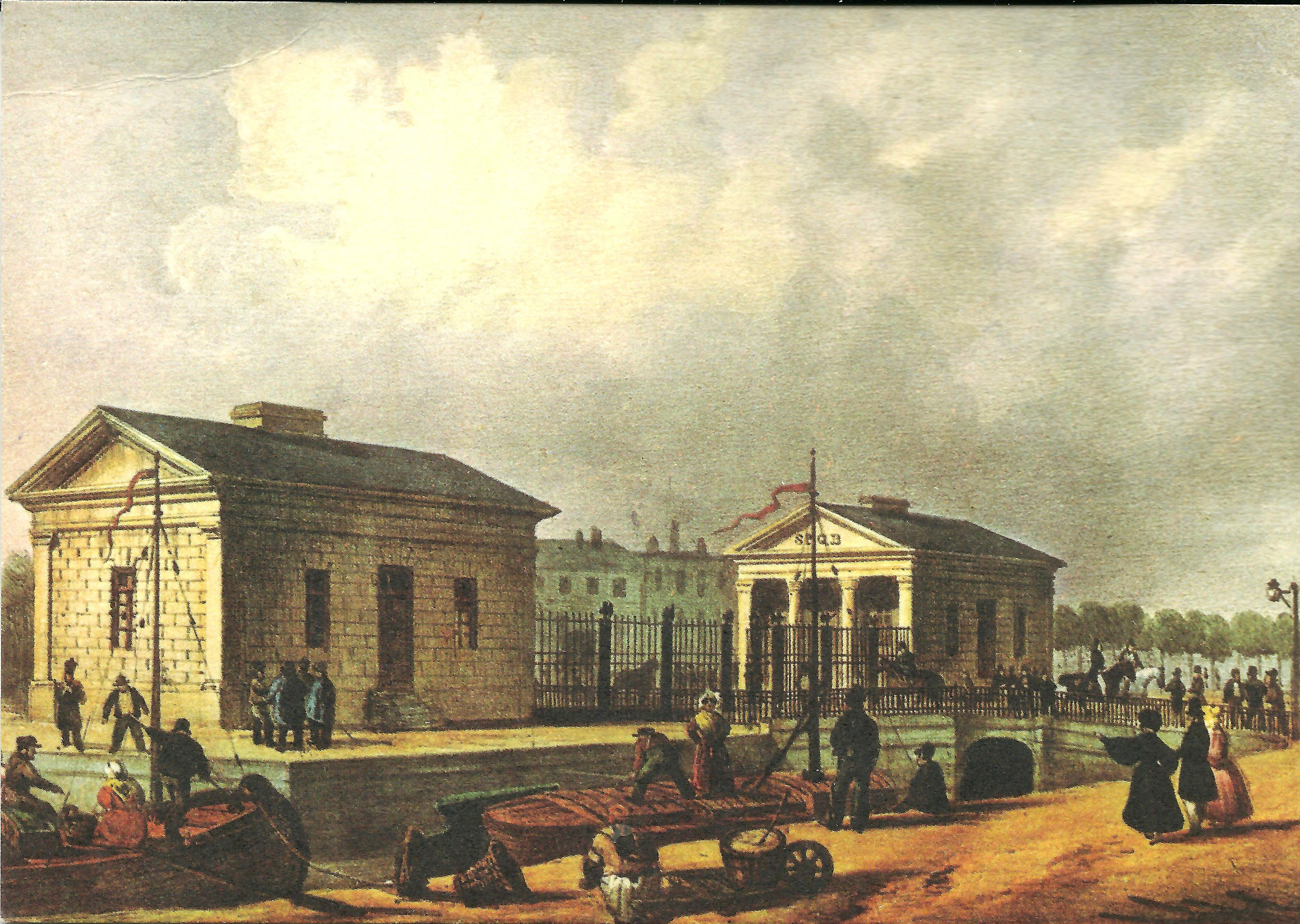
La porte de Flandre au XIXe siècle